# Гриншпун, Игорь Борисович
Игорь Борисович Гриншпун (18 сентября 1953 — 7 июня 2013, Муром, Владимирская область) — советский и российский психодрамотерапевт и писатель. Кандидат психологических наук, профессор Московского городского психолого-педагогического университета.

## Биография
Работал на кафедре психологии развития МПГУ, где читал курс «История психологии», затем на кафедре мировой психотерапии (затем — индивидуальной и групповой психотерапии) факультета консультативной и клинической психологии МГППУ. Внёс огромный вклад в развитие кафедры Общей психологии Московского психолого-социального института (ныне Московский психолого-социальный университет). Также работал в Институте христианской психологии. Написал более 50 научных и методических работ. Также Игорь Борисович был известен, как переводчик стихов из «Властелина колец» Толкиена.
Умер 7 июня 2013 года. 19 июня 2013 года в МГППУ прошёл вечер памяти Игоря Гриншпуна.